# Golden State Warriors
Golden State Warriors este un club de baschet din San Francisco, California care face parte din Divizia Pacific a Conferinței de Vest în National Basketball Association (NBA). Echipa a fost fondată în 1946 ca Philadelphia Warriors, în Philadelphia, Pennsylvania, unde franciza a câștigat în 1947 campionatul inaugural al Asociației de Baschet a Americii (BAA), liga care eventual va deveni National Basketball Association. În 1962, franciza a fost relocată în San Francisco, California unde a devenit cunoscută ca San Francisco Warriors până în 1971, când numele i-a fost schimbat în Golden State Warriors.
Warriors dețin câteva recorduri ale NBA: cel mai bun sezon regulat (73 de victorii, 9 înfrângeri în sezonul 2015-16), cele mai multe victorii într-un sezon (sezon regulat adunat cu playoff - 88 în sezonul 2015-16) și cel mai bun parcurs în playoff (16–1 în sezonul 2016-17). Stephen Curry și Klay Thompson sunt considerați unii dintre cei mai buni fundași din istoria competiției.